# Кім Че Вон
Кім Че Вон (кор. 김재원, 金載沅, нар. 9 лютого 2001) — південнокорейський актор і модель. Він відомий за своїми ролями у серіалах «Наша блакить» (2022), «Викрадач: Охоронець скарбів» (2023) та «Посмішка для спадкоємця» (2023).

## Кар'єра

### 2018—2021: Початок кар'єри
Кім Че Вон зробив свій дебют моделлю в індустрії моди у 2018, а потім розпочав свою акторську кар'єру у 2021, зігравши у філіппінсько-корейському вебсеріалі «Кохання з дому» та потім з'явившись у серіалі «Таємна романтика».

### 2022— наш час: Зростання популярності
У 2022, актор зробив помітну появу у телевізійній драмі «Наша блакить» каналу tvN, зобразивши персонажа молодого Чха Син Вона. Після цієї ролі, він отримав значну прихильність від глядачів та лишив незабутнє враження. Продовжуючи демонструвати свій талант Че Вон зіграв головного протагоніста, Че Су О, у телевізійній драмі EBS «Закохатися у тебе». Актор відмінно передав роль улюбленого учня старшої школи, в якому добре втілив образ першого кохання.
У 2023 році, додаткові пропозиції стали доступними для Че Вона, надавши йому можливість показати свій талант у відомому телесеріалі «Викрадач: Охоронець скарбів» каналу tvN. У цьому проєкті, актор зіграв роль Сін Чхан Хун, колишнього детектива, що розслідував вбивства. Крім того, він зробив недавню появу у романтично-комедійній драмі JTBC «Посмішка для спадкоємця».

## Фільмографія

### Фільми
| Рік  | Назва                   | Роль        | Прим.  |
| ---- | ----------------------- | ----------- | ------ |
| 2022 | «Творець снів»          | Нам Чу Хван | [ 10 ] |
| 2022 | «Лінія часу мого життя» | Лі Сон Тхек | [ 11 ] |

### Телесеріали
| Рік  | Назва                         | Роль                | Мережа | Прим.  |
| ---- | ----------------------------- | ------------------- | ------ | ------ |
| 2022 | «Наша блакить»                | Молодий Чхве Хан Су | tvN    | [ 12 ] |
| 2022 | «Закохатися у тебе»           | Че Су О             | EBS    | [ 13 ] |
| 2023 | «Викрадач: Охоронець скарбів» | Сін Чхан Хун        | tvN    | [ 14 ] |
| 2023 | «Посмішка для спадкоємця»     | Лі Ро Ун            | JTBC   | [ 15 ] |

### Вебсеріали
| Рік          | Назва                                    | Роль      | Замітки                        | Прим.  |
| ------------ | ---------------------------------------- | --------- | ------------------------------ | ------ |
| 2021         | «Кохання з дому»                         | Джей      | Філіппінсько-корейський серіал | [ 16 ] |
| 2021         | «Таємна романтика»                       | Чон Ма Ро |                                | [ 17 ] |
| 2022         | «Моїй зірці 2: Наша нерозказана історія» | Лі Че Вон |                                | [ 18 ] |
| В очікуванні | «Хмарний пансіонат морського села»       | Чхо Рі Ан |                                | [ 19 ] |
| В очікуванні | «Ієрархія»                               | Кім Раян  |                                | [ 20 ] |